# Gunde Rosenkrantz
Gunde Rosenkrantz (2. december 1604 på Rosenholm – 2.december 1675 i Helsingborg) var en dansk adelsmand. 
Han var søn af den lærde Holger Rosenkrantz og Sophie Brahe og ejer af herregårdene Skaføgaard, Vindinge (i dag Fuirendal), Boserup, Elvedgård, Alnerup, Valbygaard og Skaarupgaard, der solgtes en efter en, da økonomien svigtede. 
Som søn af den lærde Holger fik han en fremragende uddannelse. I 1616 rejste han for første gang udenlands og studerede ved universiteterne i Giessen og Strassbourg, tillige på det astronomiske Observatorium i Lich. Han kom hjem 1619, men drog atter ud året efter, først til Helmstedt, senere til Leiden. 1624-25 var han atter hjemme i Danmark, men fulgte så 1627-28 svogeren og rigsråden Christen Thomesen Sehested og Jørgen Brahe på deres diplomatiske sendelse til Frankrig og England. 
I 1628 blev han sekretær i danske Kancelli og derefter 1630-31 kammerjunker hos hertug Ulrik, hvem han ledsagede på hans rejse til Tyskland. 1632 ægtede Gunde sin slægtning Pernille Rosenkrantz, datter af Jacob Rosenkrantz til Arreskov og Pernille Gyldenstjerne (død 3.januar 1685. Ægteparrets slægtsmæssige relation bestod i, at de havde fælles oldefader, Otte Holgersen Rosenkrantz (død 1525). 
I 1636 blev Gunde landsdommer i Skåne og som sådan forlenet med Heinekirke og Froste Herred. Tillige fik han et kanonikat ved Lunde Domkapitel, var ofte befuldmægtiget for den skånske adel på stændermøder og valgtes 1638 til skånsk landkommissær. Fra 1648 blev han knyttet nærmere til Jylland, i det han opgav sine stillinger øst for sundet og fik Kalø Len. 1650 var han fuldmægtig for den jyske adel. Allerede 1648 havde han også fået talrige stemmer fra denne ved dens indstilling til rigsrådsmedlemmer, og i juni 1653 blev han optaget i rådet.